# ТЕС Вогера
ТЕС Вогера — теплова електростанція на півночі Італії у регіоні Ломбардія, провінція Павія. Споруджена з використанням технології комбінованого парогазового циклу.
Введена в експлуатацію у 2005 році, станція має один енергоблок номінальною потужністю 376 МВт. У ньому встановлена одна газова турбіна потужністю 259 МВт, яка через котел-утилізатор живить одну парову турбіну з показником 131,5 МВт. Загальна паливна ефективність ТЕС при виробництві електроенергії становить 53,3 %. Крім того, вона постачала теплову енергію для паперової фабрики Cartiera di Voghera (закрилась у 2008 році).
Як паливо станція використовує природний газ.
Для видалення продуктів згоряння споруджений димар висотою 80 метрів
Зв'язок з енергомережею відбувається по ЛЕП, розрахованій на роботу із напругою 380 кВ.